# Беркс (округ)
Беркс (англ. Berks County) — округ в штате Пенсильвания, США. Официально образован в 1752 году. По состоянию на 2012 год, численность населения составляла 413 491 человек.

## География
По данным Бюро переписи США, общая площадь округа равняется 2 242,942 км2, из которых 2 224,812 км2 суша и 18,130 км2 или 0,780 % это водоёмы.

## Население
По данным переписи населения 2010 года в округе проживает 411 442 жителей в составе 154 356 домашних хозяйств и 106 532 семей. Плотность населения составляет 184,90 человек на км2. На территории округа насчитывается 164 827 жилых строений, при плотности застройки около 74,10-ти строений на км2. Расовый состав населения: белые — 76,90 %, афроамериканцы — 4,90 %, коренные американцы (индейцы) — 0,30 %, азиаты — 1,30 %, гавайцы — 0,00 %, представители других рас — 2,50 %, представители двух или более рас — 1,30 %. Испаноязычные составляли 16,4 % населения независимо от расы.
В составе 33,10 % из общего числа домашних хозяйств проживают дети в возрасте до 18 лет, 52,10 % домашних хозяйств представляют собой супружеские пары проживающие вместе, 12,00 % домашних хозяйств представляют собой одиноких женщин без супруга, 31,00 % домашних хозяйств не имеют отношения к семьям, 24,50 % домашних хозяйств состоят из одного человека, 10,30 % домашних хозяйств состоят из престарелых (65 лет и старше), проживающих в одиночестве. Средний размер домашнего хозяйства составляет 2,59 человека, и средний размер семьи 3,08 человека.
Возрастной состав округа: 23,90 % моложе 18 лет, 9,90 % от 18 до 24, 24,40 % от 25 до 44, 27,30 % от 45 до 64 и 27,30 % от 65 и старше. Средний возраст жителя округа 39.1 лет. На каждые 100 женщин приходится 95,90 мужчин. На каждые 100 женщин старше 18 лет приходится 92,70 мужчин.